# 皮纳 (上比利牛斯省)
皮纳（法語：Pinas）是法国上比利牛斯省的一个市镇，属于巴涅雷德比戈尔区（Bagnères-de-Bigorre）拉内默藏县（Lannemezan）。该市镇总面积5.93平方公里，2009年时的人口为456人。

## 人口
皮纳人口变化图示